# Peguerinos
Peguerinos – gmina w Hiszpanii, w prowincji Ávila, w Kastylii i León, o powierzchni 87,01 km². W 2011 roku gmina liczyła 339 mieszkańców.